# Las Jaworski
Las Jaworski – wieś w Polsce, położona w województwie mazowieckim, w powiecie węgrowskim, w gminie Wierzbno. Ma status sołectwa.
| SIMC    | Nazwa            | Rodzaj      |
| ------- | ---------------- | ----------- |
| 0693598 | Pawłówka-Gajówka | osada leśna |

Wierni Kościoła rzymskokatolickiego należą do parafii św. Apostołów Piotra i Pawła w Wierzbnie.
W latach 1975–1998 miejscowość administracyjnie należała do województwa siedleckiego.